# Universidad del Pacífico (Colombia)
La Universidad del Pacífico, es una universidad pública, nacional y mixta con sede principalmente en la ciudad de Buenaventura, Colombia. La universidad también tiene varios campus satélites en toda la región del Pacífico en las ciudades de Guapi en el Departamento del Cauca, Tumaco en el Departamento de Nariño y Bahía Solano, en el Departamento del Chocó.
Como parte de su oferta educativa, imparte carreras en todas las áreas del saber que se encuentran reconocidas por el Sistema Nacional de Instituciones de Educación Superior; ofrece planes de estudio de niveles tecnológicos y profesionales o de licenciatura que apoyan el desarrollo y crecimiento tanto de la región cómo de los aprendices, dónde posee además centros de investigación para la búsqueda y el desarrollo de nuevos conocimientos, de igual manera fomenta el apoyo en los ámbitos culturales, artístico y de deporte.

## Unidades académicas
La universidad del Pacífico brinda como oferta académica los siguientes programas de estudios profesionales y/o tecnológicos: 
- Administración de Negocios Internacionales.
- Agronomía.
- Arquitectura.
- Ingeniería en sistemas.
- Sociología.
- Tecnología en acuicultura.
- Tecnología en Construcciones civiles.
- Tecnología en gestión Hotelera y Turística.